# مارتن هيوم جونسون
مارتن هيوم جونسون (بالإنجليزية: Martin Hume Johnson)‏ هو باحث بريطاني، ولد في 19 ديسمبر 1944.